# تیوکارلید
تیوکارلید (انگلیسی: Thiocarlide) یک داروی تیواوره است که در درمان سل استفاده می شود و سنتز اسید اولئیک و اسید توبرکلوستئاریک را مهار می کند.